# Araneus yatei
Araneus yatei là một loài nhện trong họ Araneidae.
Loài này thuộc chi Araneus. Araneus yatei được Lucien Berland miêu tả năm 1924.